# شمعة تحترق (فلم)
شمعة تحترق، فيلم مصري من إنتاج عام 1946.

## قصة الفيلم
شاكر بك حمدى أرمل من كبار رجال القضاء ، له ابنة هي عنايات ، التي درست الموسيقى في أوروبا ، يلتقي شاكر بـ (سميرة) ويتعرف على أسرتها ، وتتعرف على عنايات ، ويطلب شاكر يد سميرة ، لقد حاولت سميرة الانتحار بعد أن تخلى عنها حبيبها الذي نال شرفها في لحظة طيش منهما ، وتعرف أم (سميرة) بما كان وتكتمه عن الجميع . ترشح عنايات ابنة شاكر سميرة كزوجة له ، يحدث أن تعترف له سميرة بحقيقة لحظة الطيش مع هذا الشاب الجانح عن الفضيلة وتغريره بها وهجره لها. ينفصل شاكر عن سميرة عاطفيًا فقط وتظل الرابطة الزوجية صورة أمام الجميع ، يتقدم الشاب المستهتر الذي غرر (بسميرة) لعنايات ، لكن سميرة توقفه وتعترض لما تعرفه عنه من مجون وعشيقات ، إلا أنه يلح في طلب الزواج من عنايات، تحدث مشادة بينه وبين سميرة تطلق فيها الأخيرة عليه الرصاص حماية لشاكر وابنته. تتكشف الحقائق حين نعرف أن الرصاصة التي قتلته أطلقتها عشيقته انتقامًا منه ، تبرأ ساحة سميرة من قتله ويتأكد شاكر من مدى وفائها وإخلاصها بعد محاولاتها لإنقاذ عنايات فيعود إليها ليتبع عودته ابتسامة ابنته لسعادة والدها.

## الممثلون
- يوسف وهبي
- صباح
- عزيزة أمير
- سراج منير
- فردوس محمد
- أحمد علام
- روحية خالد
- سامية عبد العزيز
- سامية رشدي
- لولا صدقي
- توفيق إسماعيل
- آمال وحيد
- سعيد خليل
- لطفي الحكيم
- عبد المجيد شكري
- بسيمة

## وصلات خارجية
- مقالات تستعمل روابط فنية بلا صلة مع ويكي بيانات
- صفحة الفيلم على موقع السينما